# Isak Gifting
Isak Gifting, född 2000, är en svensk professionell motocrossförare från Grycksbo i Dalarnas län, numera bosatt i Belgiska Lommel.
Efter flera topp-resultat i Europeiska mästerskapen fick Isak Gifting under säsongen 2020 chansen att tävla för det spanska fabriksteamet GasGas i motocrossens högsta serie, FIM Motocross World Championship. I VM-debuten inledde Isak med en topp-tio placering och följde sedan upp med både topp-fem och pallplaceringar.
Inför säsongen 2021 skrev Gifting ett fabrikskontrakt med GasGas och körde under säsongen in flera topp-placeringar i VM-serien och slutade efter en fotskada på en total 13-plats.
Inför 2022 års säsong skrev Gifting på ett tvåårskontrakt med det brittiska VM-teamet Hitachi KTM Fuelled by Milwaukee där han kommer att tävla i motocross-VM och Brittiska Mästerskapen.